# Joseph R. Inge

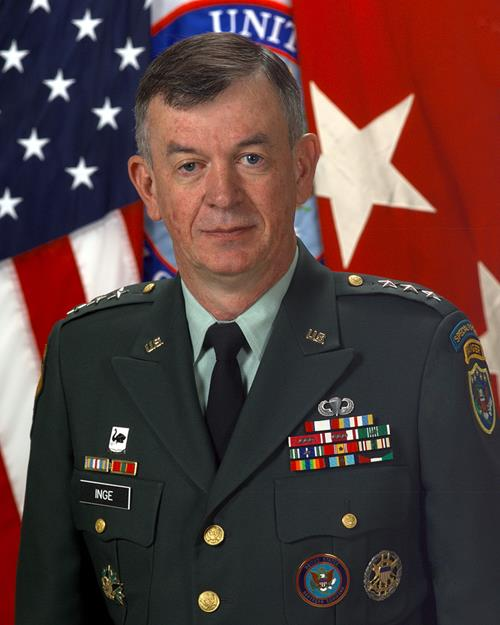
Joseph R. Inge

Joseph Richard Inge (* 20. August 1947 in Chase City, Mecklenburg County, Virginia; † 23. März 2023 in Williamsburg, Virginia) war ein Generalleutnant der United States Army. Er war unter anderem Kommandeur der 1. Armee.
Joseph Inge war ein Sohn von Richard Mack Inge und dessen Frau Reba Gryder. Über das ROTC-Programm der Virginia Polytechnic Institute and State University gelangte er im Jahr 1969 in das Offizierskorps des US-Heeres. In der Armee durchlief er anschließend alle Offiziersränge vom Leutnant bis zum Drei-Sterne-General. Im Lauf seiner militärischen Karriere absolvierte Inge verschiedene Kurse und Schulungen. Dazu gehörten unter anderem der Armor Basic Course, der Armor Advanced Course, das Command and General Staff College und das United States Army War College.
In den Jahren nach 1969 versah er den für Offiziere in den entsprechenden Rangstufen üblichen Dienst in unterschiedlichen Einheiten und Standorten. Dazu gehörten auch Aufgaben als Stabsoffizier in verschiedenen Hauptquartieren. Joseph Inge kommandierte im Lauf seiner Militärzeit Einheiten auf fast allen Ebenen bis hin zum Kommandeur einer Armee. Er war unter anderem in Deutschland, Südkorea und Japan stationiert. Außerdem war er unter anderem Stabsoffizier bei verschiedenen Hauptquartieren in Washington, D.C.
Nach seiner Beförderung zum Brigadegeneral im Jahr 1991 begann seine Zeit als Kommandeur größerer militärischer Verbände. In Fort Hood, dem heutigen Fort Cavazos, übernahm er das Kommando über eine Brigade der 1. Kavalleriedivision. Nach zwischenzeitlich anderen Verwendungen wurde er Stabsoffizier bei der 3. Infanteriedivision. Dort leitete er bis Juli 1996 deren Stabsabteilung für Logistik und Nachschub (G4). Danach war er bis 1998 stellvertretender Leiter des Command and General Staff College in Fort Leavenworth in Kansas.
Es folgte eine Versetzung nach Japan, wo er die amerikanischen Heerestruppen kommandierte, die den United States Forces Japan unterstanden. Diese Aufgabe nahm er von 1998 bis 2000 wahr. Anschließend kehrte er zum Stab des Heeresamtes in Washington, D.C. zurück. Zwischen 2001 und 2004 kommandierte Inge die 1. Armee, die damals in Fort Gillem in Georgia stationiert war. Sein letzter militärischer Auftrag führte ihn zur Peterson Air Force Base in Colorado. Dort war er in den Jahren 2004 bis 2007 stellvertretender Kommandeur des United States Northern Command und damit Vertreter des damaligen Kommandeurs, Admiral Timothy J. Keating. Gleichzeitig war Inge in Personalunion stellvertretender Kommandeur des nordamerikanischen Luftverteidigungskommandos NORAD, das damals ebenfalls von Admiral Keating geleitet wurde. Nach dem Ende dieser Aufgabe ging Joseph Inge im Jahr 2007 in den Ruhestand.
Er verbrachte seinen Lebensabend in Williamsburg. Dort engagierte er sich im gesellschaftlichen Leben. Er war Mitglied einiger Stiftungen und Non-Profit-Organisationen, wozu auch die Virginia War Memorial Foundation gehörte. Außerdem war er an der Durchführung von Katastrophenübungen in verschiedenen afrikanischen Staaten beteiligt. Er starb am 23. März 2023 und wurde auf dem Nationalfriedhof Arlington beigesetzt.

## Orden und Auszeichnungen
Joseph Inge erhielt im Lauf seiner militärischen Laufbahn unter anderem folgende Auszeichnungen:
- Army Distinguished Service Medal
- Defense Superior Service Medal
- Legion of Merit
- Meritorious Service Medal
- Army Commendation Medal
- Army Achievement Medal
- Joint Meritorious Unit Award
- Superior Unit Award
- National Defense Service Medal
- Southwest Asia Service Medal
- Kuwait Liberation Medal (Kuwait)